# IC 1806
IC 1806 — галактика типу E (еліптична галактика) у сузір'ї Овен.
Цей об'єкт міститься в оригінальній редакції індексного каталогу.